# مارتین پطروسیان
مارتین ویرابی پطروسیان (ارمنی: Մարտին Վիրաբի Պետրոսյան؛ زاده ۱۰ مارس ۱۹۳۶) نقاش اهل ارمنستان است.

## زندگی‌نامه
وی در ۱۰ مارس ۱۹۳۶ در تساغکابر به دنیا آمد و از کالج دولتی هنرهای زیبای پانوس ترلمزیان (۱۹۵۳–۱۹۵۸) و انستیو نقاشی، معماری و مجسمه‌سازی ایلیا رپین (۱۹۵۸–۱۹۶۱) فارغ‌التحصیل گشت. وی همچنین برنده جوایزی همچون نقاش شایسته ارمنستان شوروی (۱۹۷۶) شد.